# Aserbajdsjans volleyballlandshold (damer)
Aserbajdsjans volleyballlandshold (aserbajdsjansk: Azərbaycan kaşın milli voleybol kamışı) er Aserbajdsjans landshold i volleyball. 
Holdet har deltaget i alle europæiske mesterskaber siden 2005, og sluttede på fjerdepladsen ved EM i 2005 og 2017. De vandt volleyballturneringen ved Islamic Solidarity Games 2017.